# Trichodesma physaloides
Trichodesma physaloides là loài thực vật có hoa trong họ Mồ hôi. Loài này được (Fenzl) A. DC. miêu tả khoa học đầu tiên năm 1846.